# Leopold Keckheisen
Leopold Keckheisen, menzionato anche come Kecheisen, Kehajzer, Keheissen, Kekeizer, (1726 – San Pietro in Selve, 27 novembre 1799) è stato un pittore austriaco, attivo in Istria.

## Biografia
Arrivò in Istria come pittore tardo-barocco già maturo, probabilmente da qualche località della regione centrale alpina o subalpina. Nei libri anagrafici risulta che nel 1755, all'età di 29 anni, entrò nell'ordine paolino come converso. Nella comunità paolina di San Pietro in Selve lavorò come fattore e, per decisione delle autorità austriache, continuò a gestire la tenuta anche dopo la soppressione del monastero nel 1782.
Insieme allo scultore Pavao Riedl fu autore dell'arredo della chiesa e del monastero di San Pietro in Selve, dove è conservata la parte più importante della sua opera. Realizzò pale per l'altare maggiore e per tutti gli altari laterali (Consegna delle chiavi e Predica di San Paolo, 1755, Madonna del Rosario, 1758, Crocifissione, 1763 circa, Strage degli innocenti, 1766 circa, e Ascensione di San Paolo Eremita, 1772 circa) e una copia dell'immagine miracolosa della Vergine nera di Częstochowa. Dei ritratti dei famosi paolini che un tempo adornavano il monastero si sono conservati quelli dei vescovi di Zagabria Martin Borković (Strossmayerova Galerija, Zagabria) e Šimun Bratulić (Museo storico croato, Zagabria).
Dotò di dipinti anche altri monasteri della provincia istriana (Santa Maria del lago a Cepich, Segna). Per i lavori più grandi Keckheisen dovette avvalersi di assistenti e lavorò anche per altri committenti in Istria. Per la chiesa parrocchiale di Pisino realizzò i quadri degli evangelisti per il pulpito e le immagini dell'altare di Santa Margherita di Cortona e il Transito di San Giuseppe (1759), e per i francescani di Pisino il ciclo dei Dodici Apostoli.
Il principe Auersperg gli commissionò la pala di Sant'Enrico per la cappella del castello di Bellai, presso Cerreto, mentre il capitolo di Parenzo volle nella sacrestia della basilica eufrasiana il suo ritratto del vescovo Gaspare Negri con l'iscrizione sulla solenne consacrazione della chiesa paolina a San Pietro in Selve nel 1755.
Keckheisen fece ampio uso di modelli compositivi di diversa provenienza e di periodi diversi. Nella progettazione di composizioni decorative e alquanto schematiche, utilizzò incisioni in rame dei maestri di Augusta e di Bologna, ma anche dipinti dei suoi contemporanei, i pittori veneziani Marco Pitteri (per I Dodici Apostoli) e Francesco Bartolozzi (per il Ritratto del vescovo Gaspare Negri).
I suoi dipinti sono caratterizzati da colori vivaci e figure con fisionomia caratteristica: le mani hanno dita lunghe e mobili.